# الكونغرس التشيلي الأول

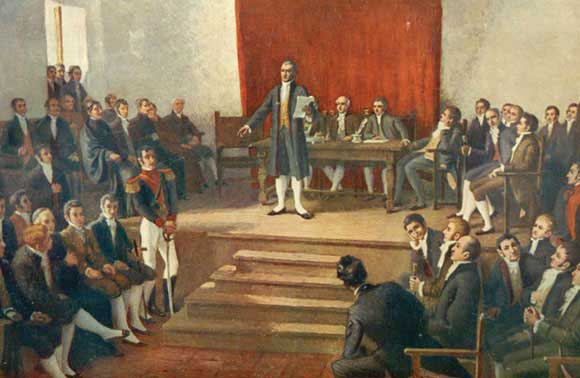
المؤتمر التمهيدي الوطني في تشيلي

الكونغرس التشيلي الأول هو أول هيئة تشريعية أُنشئت في تشيلي. افتُتح في 4 يوليو 1811، ليكون بذلك أحد أقدم مجالس الكونغرس في أمريكا اللاتينية. عُقد لتقرير أفضل أنواع الحكم لمملكة تشيلي خلال فترة أسر الملك فرديناند السابع على يد نابليون. عقد الكونغرس جلساته خلال الفترة من 4 يوليو حتى 2 ديسمبر، وجرى حله بانقلاب بقيادة الجنرال خوسيه ميغيل كاريرا.
مع توجه معتدل في البداية، في أعقاب انقلاب 4 سبتمبر، جرى تسليم السلطة إلى ما يسمى بالقطاع الراديكالي أو الوطني، الذي فرض إصلاحات مختلفة خلال جلسات الكونغرس، مثل قانون حرية الرحم، أو إعداد الأسس للتحولات المستقبلية، مثل قانون المقابر أو إصلاح التعليم، التي انطوت كذلك على بدء عملية صياغة دستور، التي لم تؤت ثمارها بسبب حل الكونغرس.

## الدعوة إلى إنشاء أول كونغرس
انبثقت فكرة هذا الكونغرس مباشرة من مجلس الحكومة الأول، الذي جرى تنصيبه في 18 سبتمبر 1810، عندما انتخب مواطنو سانتياغو المجلس العسكري، وبالتالي كان ذلك تعبيرًا عن رأي مدينة واحدة، وبالتالي حصل المجلس على لقب حكومة مؤقتة، «بينما جرى استدعاء نواب جميع مقاطعات تشيلي لتنظيم أمر من سيتولى مقاليد الحكم ن الآن فصاعدًا».
أجرت بعض مجالس المقاطعات الانتخابات بالفعل قبل أن يصدر المجلس العسكري التعليمات بذلك. في بيتوركا، انتخب المرشح مانويل دي لا فيغا نفسه نائبًا عن طريق المجلس الذي ترأسه، وفي كونسبسيون أندريس ديل ألكازار، الكونت دي لا ماركينا، عن طريق مجلس مفتوح. بناء على طلب مجلس سانتياغو، اعتُبرت هذه الانتخابات باطلة على الرغم من إقرارها لاحقًا بسبب اتفاقها مع القواعد المنصوص عليها في نص الدعوة.

راود العديد من الوطنيين الذين كانوا يفكرون بالفعل في الاستقلال الكامل شكوك حول النتائج الفورية لإنشاء الكونغرس، وفقًا لظروف التطور السياسي في تشيلي. كتب برناردو أوهيغينز:
بالنسبة لي، ليس لدي شك في أن الكونغرس في تشيلي سيظهر جهلًا وسيكون مذنبًا بجميع أنواع الحماقات. وستكون هذه العواقب حتمية بسبب افتقارنا التام إلى المعرفة والخبرة؛ ولا يمكننا أن نتوقع خلاف ذلك حتى نبدأ في التعلم.
بأمر من المجلس العسكري، اقترح مجلس سانتياغو في 13 أكتوبر قواعد معينة للانتخابات، حول الناخبين والمرشحين المحتملين، على الرغم من أن المجلس العسكري لم يحسم قراره لعدة أيام.
ناقش المجلس العسكري الدعوة إلى إنشاء الكونغرس بإسهاب وبالمقابل كان هناك الكثير من المقاومة. أصر المجلس مرة أخرى في 14 ديسمبر بإعلان دعا خوسيه ميغيل إنفانتي له. أخيرًا، في 15 ديسمبر، وبفضل خوان مارتينيز دي روزاس، العضو الرئيسي في المجلس العسكري، جرت الموافقة على النص الذي يدعو إلى عقد الكونغرس التشيلي الأول، الذي استوحي من الدعوة الإسبانية إلى إنشاء مجلس قادس، وجرى توزيعه على المقاطعات الأخرى في المملكة.

انطوت المهام الرئيسية للكونغرس على:
الاتفاق على النظام الذي يناسب نظام تشيلي وأمنها وازدهارها خلال غياب الملك. يجب عليه أن يناقش نوع الحكومة المناسبة للبلد في الظروف الراهنة ويدرسها ويقرها بهدوء وسلام؛ ويجب أن يملي القواعد على السلطات المختلفة، ويحدد مدتها وسلطاتها؛ ويجب أن يضع وسائل للحفاظ على الأمن الداخلي والخارجي وتعزيز وسائل توظيف العديد من السكان بما يجعلهم يعيشون حياة كريمة في وسط تملؤه السكينة، وأخيرًا، يجب عليه أن يضمن السعادة لعامة الشعب الذس ائتمن المجلس على مصير الأجيال القادمة.
انتُخب اثنان وأربعون نائبًا، وكان لكل نائب من النواب المسجلين بديل، وجرى الانتخاب عن طريق اقتراع سري. أسس ترشح النواب الذين يمكن انتخابهم:
المواطنون الذين ينتمون لحزب ما داخل الدولة أو من خارجه من المقيمين في المملكة، والذين بسبب وطنيتهم ومواهبهم، يستحقون تقدير إخوانهم المواطنين وثقتهم، على أن يتجاوزوا الخامسة والعشرين من العمر، وممن يمتلكون سمعة ورأيًا حسنًا، وإن كانوا علمانيين كنسيين.
ولا يمكن انتخاب:
الكهنة والضباط المخضرمون أو المتقاعدون، الذين تتطلب وظائفهم الإقامة الدقيقة، وأولئك الذين عرضوا الرشوة واعترفوا بها ليقع الاختيار في الانتخابات على شخص معين: ستحدد هيئة الناخبين السبب في محاكمة علنية وشفوية، وسيتكبد المفترون العقوبة ذاتها.
كان مجلس كابيدلو المؤسسة الرئيسية المسؤولة عن الانتخابات في كل منطقة محلية، فأشرف على العملية الانتخابية واستعرضها وتحقق من نتائجها. وفقًا لنص الدعوة، فالأشخاص الذين كان لهم الحق في الانتخاب:
يحظى جميع الأفراد بثروتهم أو وظائفهم أو مواهبهم أو سمعتهم بحق الانتخاب في المقاطعات التي يقيمون فيها، على أن تتجاوز أعمارهم خمسة وعشرين عامًا، بالإضافة إلى الكنائس العلمانية والكهنة والضباط التقاعدين والأفراد العسكريين، باستثناء «الأجانب والمفلسين وأولئك الذين حوكموا على جرائم ومن يمتلكون سمعة سيئة والمدينين للخزنة الملكية».